# Dai Wangshu
Dai Wangshu (en chinois 戴望舒, EFEO Tai Wang-chou, connu lors de son séjour en France sous le nom de Tai-Van-Chou), né en 1905 sous le nom de Meng Ou à Hangzhou (Zhejiang, Chine), mort en 1950 à Pékin, est un poète et traducteur chinois. Dai Wangshu est le fondateur de l'école dite « moderniste ».

## Biographie
En 1926, Dai étudie le français à l'université Aurore de Shanghai. Il est le principal poète à partir de 1932 publié par la nouvelle revue Les Contemporains dirigée par Shi Zhecun. Il part pour la France en 1932, où il étudie à l'institut franco-chinois de Lyon. Il fréquente les milieux de gauche et devient l'ami d'Étiemble, avec lequel il publie le numéro 7/8 de la revue Commune consacré à la Chine. En 1934 il effectue un voyage en Espagne.
Dai Wangshu a traduit de nombreux auteurs et œuvres du français vers le chinois : Chateaubriand, Aucassin et Nicolette, Perrault, Chéri de Colette, Francis Jammes, Paul Morand, Remy de Gourmont avant son départ pour la France, puis, à Lyon, Mérimée, Bourget, Julien Green, Radiguet, Supervielle, Reverdy, Valéry. Après son retour en Chine, il traduit encore Aragon, Éluard, Sartre, Romain Rolland. Il a traduit aussi des auteurs de langue espagnole : Lorca, Ibañez, Cervantès, Azorín, Ayala.
En 1957 est réédité un Choix de poèmes (1947) de Dai Wangshu avec une préface de Ai Qing, qui se présente comme son héritier.

## Œuvre
La poésie de Dai Wangshu est divisée en plusieurs périodes. Il commence à écrire de la poésie en 1922, et n'a préféré garder de cette période que peu de poèmes. Ce sont ceux qui figurent dans la première partie du recueil Wode jiyi (Ma Mémoire) paru en 1929. Une deuxième période comprend les poèmes écrits entre 1922 et 1932. Ils sont recueillis notamment dans la deuxième partie de Ma Mémoire, pour ceux qui sont d'inspiration symboliste et influencés par Francis Jammes et Francis Carco, et dans la troisième partie du même recueil, cette fois sous l'influence de Émile Verhaeren et Paul Fort,.
Après son retour de France débute une troisième période, dont les poèmes sont réunis au début de Années d'épreuves. Le reste des poèmes, qui se trouvent dans le même recueil, a été écrit à des intervalles plus ou moins grands par la suite, jusqu'en 1945.

## Liste des œuvres
- Ma mémoire (Wode jiyi), 1929.
- Wang Shu cao, 1933.
- Années d'épreuves, 1948.